# Claude Picasso
Pour les articles homonymes, voir Picasso (homonymie).
Claude Ruiz Picasso, né le 15 mai 1947 à Boulogne-Billancourt (Hauts-de-Seine) et mort le 24 août 2023 à Genève, est un homme d'affaires, réalisateur et photographe franco-espagnol. Il est le fils de Françoise Gilot et de Pablo Picasso, il a une sœur, Paloma Picasso née le 19 avril 1949.

## Biographie
Ses parents se sont installés pendant l'été 1948 à Vallauris dans la villa La Galloise en 1953, ils changent souvent de lieux de résidence, entre Paris et Vallauris et passeront l'été à Vallauris où son père entame une série de tableaux avec des enfants jouant. Cette année-là, au mois d'octobre, son père va se servir de deux petites voitures, jouets que le marchand d'art Daniel-Henry Kahnweiler avait offerts à Claude, pour en faire une sculpture : la Guenon et son Petit.
La relation de ses parents va se dégrader et la séparation interviendra en septembre 1953. Sa mère épouse Luc Simon en 1955, et il passera en compagnie de sa sœur un mois de vacances avec eux dans les Alpes. Le père de sa mère meurt en octobre 1957. Avec Paloma, ils rendent visite à leur père en 1958 dans sa villa de Cannes. C'est à la fin de l'année 1960 que Françoise Gilot fait juridiquement reconnaître le nom de Ruiz-Picasso à ses enfants. Elle se sépare de Luc Simon en 1962.
Claude Picasso étudie le cinéma et la mise en scène à l'Actors Studio à New York, et tourne plusieurs films, dont un sur la chanteuse Barbara. En photographie, il fut l'assistant de Richard Avedon.
En 1968, il est à New York en qualité de photographe pour Condé Nast, éditeur de Vogue et de plusieurs autres magazines. Il part en mission en 1969 pour Salk Institute à La Jolla en Californie, où il fait la connaissance de Jonas Salk, pionnier du vaccin contre la poliomyélite, et qui épousera sa mère deux ans plus tard. Claude Picasso fut marié cette année-là à l'actrice et future psychanalyste Sara Lavner (née Sara Lee Schultz) puis fiancé en 1971 à l'actrice et ancien mannequin américaine Carole Mallory.
C'est le 8 avril 1973 que Pablo Picasso meurt dans sa villa de Mougins.
En 1974, les droits des enfants naturels sont légalement reconnus. Le 24 mars 1989, le tribunal de grande instance de Paris le désigne pour régler l'indivision de la succession de son père avec lequel il était fâché depuis la publication d'un ouvrage écrit par sa mère, Vivre avec Picasso (1965). Le partage est à effectuer entre Jacqueline, la seconde épouse, les deux enfants du fils aîné Paul mort en 1975, Bernard et Marina, et les trois enfants naturels, Maya, Claude et Paloma.
En 1979, Claude Picasso est membre du jury du festival du film des 3 Continents à Nantes en sa qualité de photographe. La même année, il épouse l'archéologue Sydney Russel, divorcée de Michel Anthonioz, petit-neveu de Charles de Gaulle, dont il aura un fils, Jasmin.
En compagnie de sa mère et de sa sœur, il assiste en septembre 1985 à l'inauguration du musée Picasso de Paris.
Il a travaillé au Centre international de recherches sur le verre et les arts plastiques (CIRVA) à Marseille, en 1991-1992, puis en 1997, année où il passe du temps dans les îles de Grèce en compagnie de sa mère et sa sœur, et avec lesquelles il fera la visite des sites archéologiques le long du Nil en Égypte au mois de novembre pour l'anniversaire de sa mère.

### Administration de la Société Picasso (1995-2023)
En 1995, Claude Picasso vit à New York et fonde la Société Picasso Administration dont il est nommé administrateur jusqu'en juillet 2023 quand, après 34 ans à la tête de la structure, sa sœur Paloma lui succède. Le siège social est situé au no 8, rue Volney à Paris. La société emploie sept personnes, dont Christine Pinault, son assistante. Cette société est la seule habilitée en France à délivrer des certificats d'authenticité pour les œuvres du peintre qui lui sont présentées, sésame pour mettre une œuvre en salle des ventes en France ou la présenter en galerie en France. Malheureusement, la société n'a jamais convaincu les experts que Claude, étant fils de Picasso mais sans études d'expertise d'art, puisse distinguer les œuvres authentiques des fausses[réf. nécessaire]. Cette société possède les droits d'auteur de l'artiste jusqu'en 2043. Il est ainsi le seul interlocuteur de toutes les maisons d'édition, sociétés de distribution, agences publicitaires, sociétés de production de films et organisateurs d'expositions ou toutes autres personnes désirant utiliser l'œuvre, l'image et le nom de Picasso. La société Picasso Administration perçoit et gère les droits de suite à la vente de chaque œuvre. C'est aussi par cette société qu'il est fondé à surveiller les catalogues des ventes publiques et à délivrer les certificats d'authenticité. Il reçoit plus de 400 demandes par an. C'est ainsi qu'il fut appelé à authentifier les 271 œuvres inédites et détenues par l'ancien électricien de son père Pierre Le Guennec, affaire toujours entre les mains de la justice (mais dans ce cas, ce n'est pas Claude qui avait expertisé les œuvres, mais un vrai expert).
Claude Picasso est un passionné de courses automobiles et un collectionneur de photographies contemporaines.

### Mort
Claude Picasso meurt le 24 août 2023 à Genève en Suisse à l'âge de 76 ans.

## Distinction
- Chevalier de la Légion d'honneur.

## Œuvre

### Photographie
- Barbara, reportage photographique pour l'entretien de la chanteuse avec Roman Romanelli.

### Cinéma
- Barbara, film documentaire sur la chanteuse[9].

### Sculpture
- Soleil, sculpture de Claude Picasso pour la Maison Christofle (1992).

### Filmographie
- Matisse Picasso, documentaire du réalisateur et scénariste Philippe Kohly, TV.France, 2002, dans lequel il interprète son propre rôle.

### Iconographie

#### Par son père Pablo Picasso
- 1948 : Claude Picasso en costume polonais, huile sur toile, Zervos, XV 101
- 1948 : Claude à la balle, huile sur toile, Zervos, XV, 109, Paris, collection Maya Ruiz-Picasso
- 1948 : Claude dans les bras de sa mère, Zervos, XV 110
- 1949 : Claude à deux ans avec son cheval de bois, huile sur toile
- 1951 : Claude écrivant, huile sur toile, non répertorié chez Zervos, Paris, collection Maya Ruiz-Picasso
- 1953 : Enfant jouant avec un camion, huile sur toile, Zervos, XVI, 98 MPP 1900–25, Paris, musée Picasso, dation Jacqueline Roque
- 1953 : Devant le jardin, huile sur toile, Zervos, XVI, 97, collection particulière

#### Par sa mère Françoise Gilot
- Nombreux dessins[réf. nécessaire]